# 莞島タワー
莞島タワー（ワンドタワー）は韓国全羅南道莞島郡莞島邑張保皐通り330の東望山の頂上付近にある、多島海日の出公園に建設された76m高さの展望塔である。 地上2階と展望層で構成されている。

## 概要
2008年9月に竣工された莞島タワーから多島海の日の出と日没を見ることができ、莞島港と薪智大橋、莞島の夜景などを鑑賞できる莞島の名所である。
タワー1階には特産品展示場とクロマキーフォトゾーン、休憩空間、莞島を象徴するさまざまな映像を見せる映像施設がある。 
2階にはイメージベンチ、フォトゾーン、莞島の人物などで構成されており、観覧客が写真を撮影できる展望デッキが設けられている。
51.4mの展望層では多島海の美しい姿が見える映像モニターと展望双眼鏡が設置されており、青山島、甫吉島、蘆花島、所安島、薪智島、古今島を一目で見ることができ、晴れた日には済州島までも見ることができる。